# Feketelábú kígyászdaru
A feketelábú kígyászdaru vagy csunga (Chunga burmeisteri) a madarak (Aves) osztályának kígyászdarualakúak (Cariamiformes) rendjébe, ezen belül a kígyászdarufélék (Cariamidae) családjába tartozó egyetlen élő faja és egyben a típusfaja is.

## Előfordulása
A feketelábú kígyászdaru előfordulási területe Dél-Amerikában van. A következő országok területén található meg: Argentína, Bolívia és Paraguay.

## Megjelenése
Élő rokonától, a vöröslábú kígyászdarutól (Cariama cristata) a fekete lába, valamint a szürkésebb színezete különbözteti meg.

## Életmódja
Rokonától eltérően a trópusi és szubtrópusi erdőket, valamint bozótosokat részesíti előnyben. Többet tartózkodik a fák ágain és társasabb, mint vöröslábú kígyászdaru. Mindenevő állatként rágcsálókra, madarakra, rovarokra és hüllőkre vadászik, de étlapját kiegészíti növényi eredetű táplálékkal. A lábainak második ujjain nagyobb karmok ülnek, melyek a zsákmány megölésében és feldarabolásában, valamint a fakúszásban játszanak szerepet. Agresszív madár, amely akár az emberre is rátámad, amikor fészkét vagy fiókáit védelmezi.
Az agresszív viselkedése miatt az ember fiókaként befogja és összeszoktatja a farmján élő állataival, amelyeket aztán a madár védelmezni fog a rókákkal és más kisebb ragadozókkal szemben.

## Képek

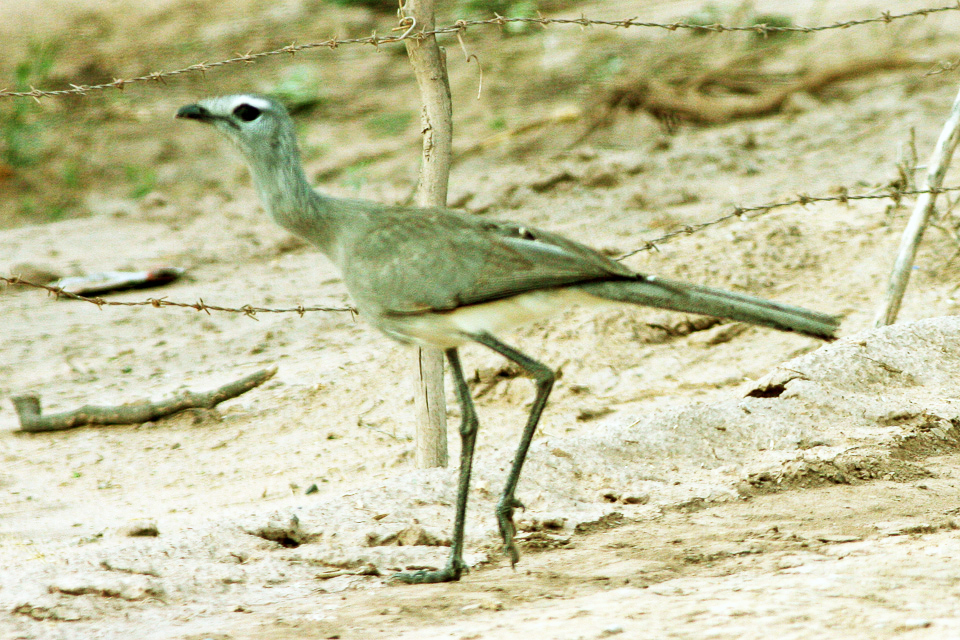
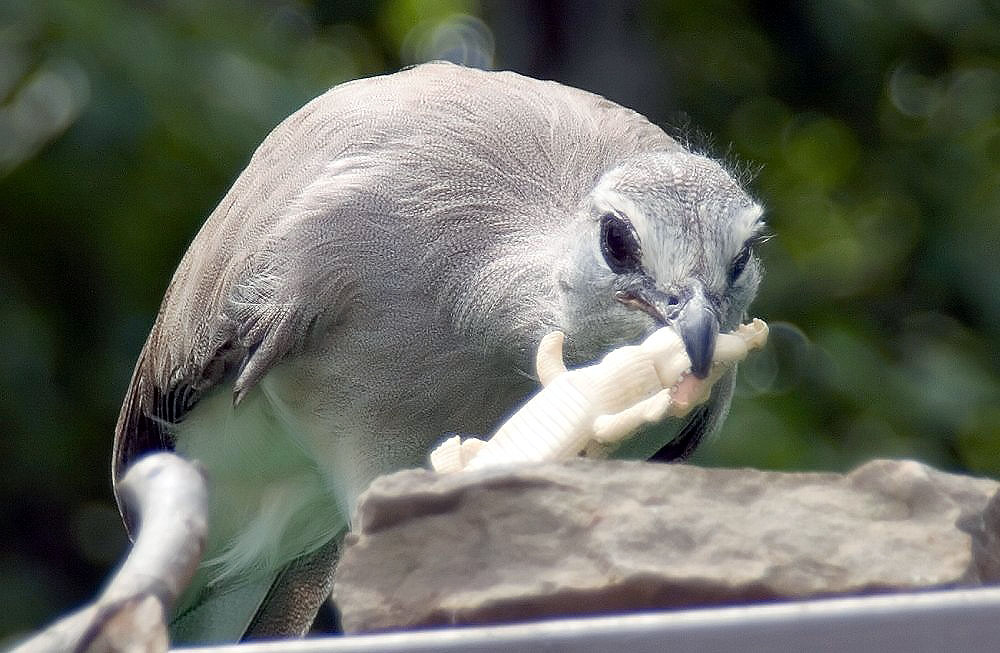
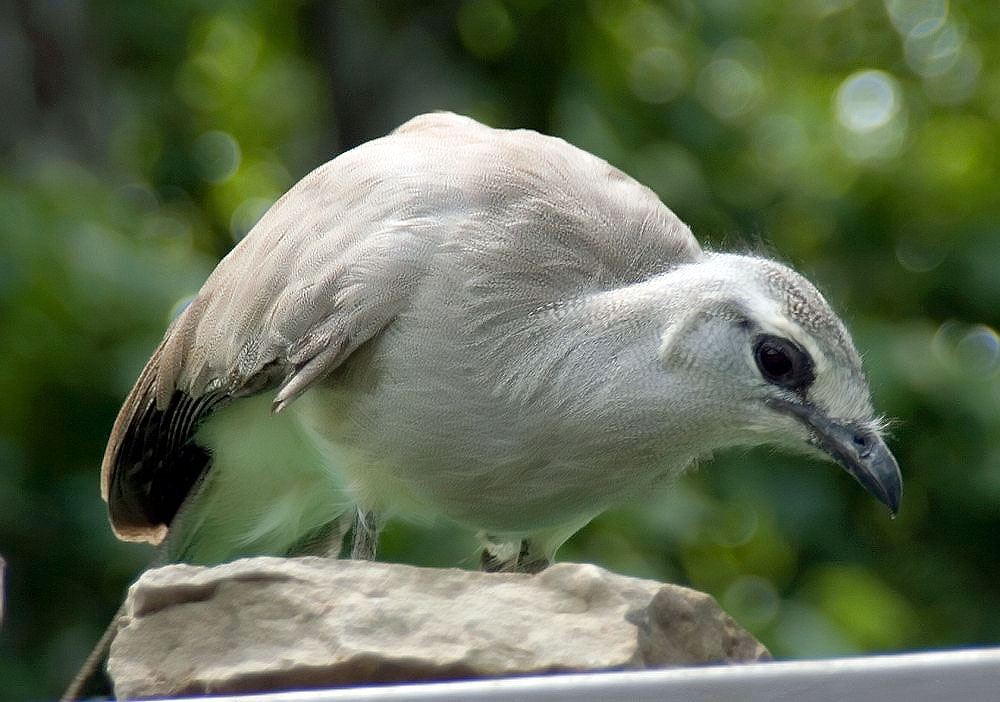
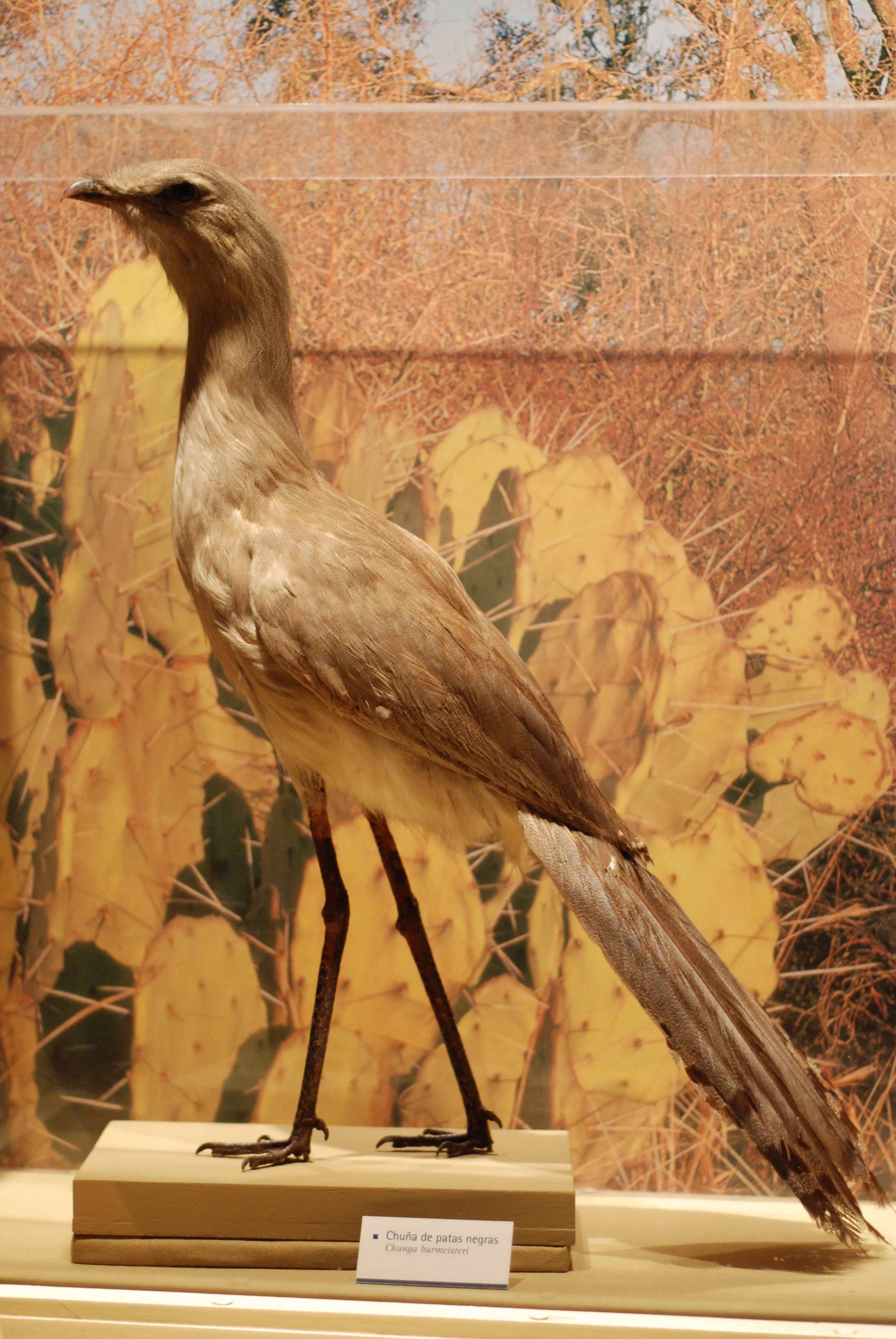
Kitömött példány

### Fordítás
- Ez a szócikk részben vagy egészben  a   Black-legged seriema című angol Wikipédia-szócikk ezen változatának fordításán alapul.  Az eredeti cikk szerkesztőit annak laptörténete sorolja fel. Ez a jelzés csupán a megfogalmazás eredetét és a szerzői jogokat jelzi, nem szolgál a cikkben szereplő információk forrásmegjelöléseként.